# Jagdgeschwader 433
433-тя винищувальна ескадра (нім. Jagdgeschwader 433 (JG 433) — винищувальна ескадра Люфтваффе, що існувала у складі повітряних сил вермахту напередодні Другої світової війни.

## Історія
433-тя винищувальна ескадра заснована 1 листопада 1938 року на аеродромі Інгольштадт-Манхінг шляхом розгортання однієї авіаційної групи без власного штабу ескадри. Мала на озброєнні винищувачі Messerschmitt Bf 109 D-1, а з березня 1939 року — Messerschmitt Bf 109 E. Через відсутність власного штабу ескадри група була безпосередньо підпорядкована командуванню 3-ї групи Люфтваффе / VII Командуванню Люфтваффе, і з 1 лютого 1939 року командуванню 3-го повітряного флоту. 1 травня 1939 року JG 433 перейменували на I.JG 52.

## Командування

### Командири
1-ша група (I./JG 433)
- гауптман Дитріх граф фон Пфайль унд Кляйн-Елльгут (нім. Dietrich Graf von Pfeil und Klein-Ellguth) (1 листопада 1938 — 1 травня 1939)

## Бойовий склад 433-ї винищувальної ескадри
- 1-ша група (I./JG 433)

## Основні райони базування 433-ї винищувальної ескадри[1]
| Час                                | Аеродром            | Основний літак |
| ---------------------------------- | ------------------- | -------------- |
| 1 листопада 1938 — 20 березня 1939 | Інгольштадт-Манхінг | Bf 109D/E      |
| 20 березня — 1 травня 1939         | Беблінген           | Bf 109D/E      |